# Static (canção)
"Static" é uma canção de 1988 escrita pelo grupo Full Force e gravada por James Brown. Foi lançada como single, extraída do álbum de Brown I'm Real e alcançou o número 5 da parada R&B. Em crítica ao álbum, a revista People exaltou "Static", a chamando de "incendiária". Foi o último sucesso R&B Top 40 de Brown.